# يو إف سي 20
يو إف سي 20: معركة الذهب (بالإنجليزية: UFC 20: Battle for the Gold)‏ هو حدث لفنون القتال المختلطة نظمته يو إف سي، أُقيم في 7 مايو 1999، على قاعة بوتويل التذكارية في برمنغهام، ألاباما، الولايات المتحدة.